# Universitetslagen
I universitetslagen (24.7.2009/558) finns bestämmelser om hur de finländska universiteten ska fungera och vad de har för uppgifter. Den trädde i kraft 1 januari 2010 och ersatte därmed den gamla universitetslagen (27.6.1997/645).
De universitet som lyder under lagen är:
1. Helsingfors universitet,
2. Östra Finlands universitet,
3. Jyväskylä universitet,
4. Lapplands universitet,
5. Uleåborgs universitet,
6. Tammerfors universitet,
7. Åbo universitet,
8. Vasa universitet,
9. Åbo Akademi,
10. Villmanstrands tekniska universitet,
11. Svenska handelshögskolan,
12. Konstuniversitetet (Bildkonstakademin, Sibelius-Akademin, Teaterhögskolan)
13. Stiftelsen för Aalto-högskolan som verkar under namnet Aalto-universitetet,
14. TTY-stiftelsen som verkar under namnet Tammerfors tekniska universitet.

Lagen skiljer mellan Aalto-universitetet och Tammerfors tekniska universitet, som är stiftelseuniversitet, och de övriga universiteten, som är offentligrättsliga universitet.